# Sanjuansaurus
Sanjuansaurus gordilloi is een vleesetende dinosauriër, behorend tot de groep van de Herrerasauridae, die tijdens het late Trias leefde in het gebied van het huidige Argentinië. Dit drie meter lange roofdier is een van de oudste dinosauriërs die ooit gevonden is.

## Vondst en naamgeving

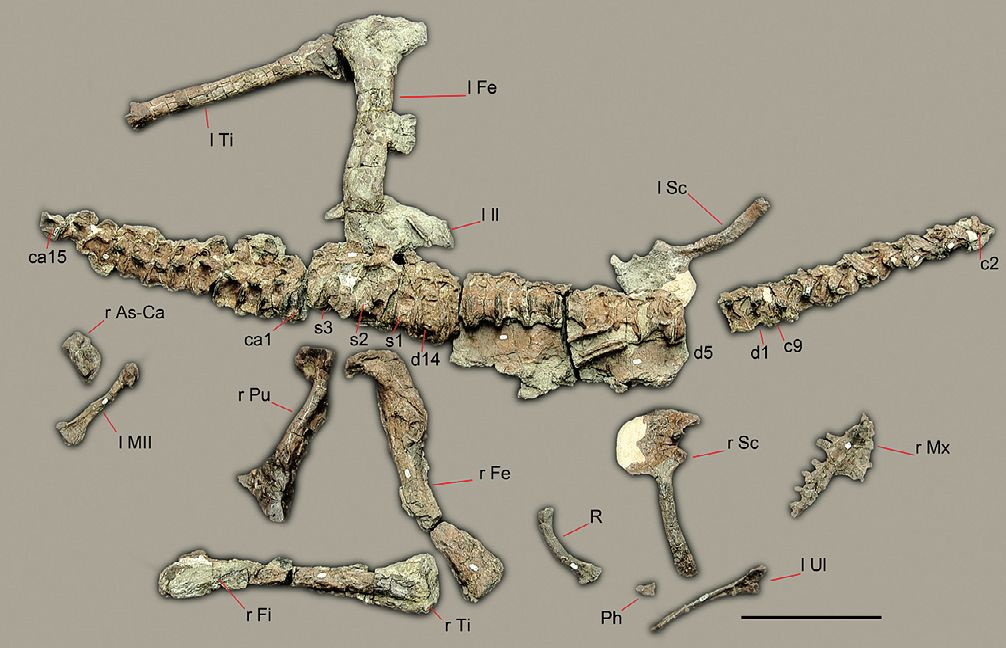
Het holotype zoals gevonden; bij vergissing is de rechtermaxilla als bewaard aangegeven in plaats van de linker

In 1994 werd door een team van het Instituto y Museo de Ciencias Naturales van de Universidad Nacional de San Juan een gedeeltelijk skelet van een dinosauriër opgegraven in de La Gallinita-vindplaats, gelegen in de beroemde Valle da la Luna, de "maanvallei" die al vele van de oudste bekende dinosauriërs heeft opgeleverd.
De typesoort Sanjuansaurus gordilloi werd in 2010 benoemd en beschreven door Oscar Alcober en Ricardo Martinez. De geslachtsnaam verwijst naar de provincie San Juan. De soortaanduiding eert de preparateur van het fossiel, Raul Gordillo.
Het fossiel, holotype PVSJ 605, is gevonden in een laag van de Ischigualastoformatie, meer bepaaldelijk de Cancha de Bochas-afzetting die dateert uit het Carnien en waarvan de ouderdom bepaald is op 231,4 miljoen jaar. Het bestaat uit een gedeeltelijk skelet met gedeeltelijke schedel zonder onderkaken. Het omvat: de linkermaxilla, de gehele wervelkolom van de atlas tot en met de twaalfde staartwervel met uitzondering van de derde, vierde en de voorkant van de vijfde ruggenwervel; beide schouderbladen; de linkerellepijp; de klauw van de derde linkervinger; de voorkant van het linkerdarmbeen; het rechterschaambeen; de bovenkant van het linkerschaambeen, beide dijbeenderen en scheenbeenderen; het rechterkuitbeen; het linkersprongbeen, het linkercalcaneum en het tweede linkermiddenvoetsbeen.

## Beschrijving

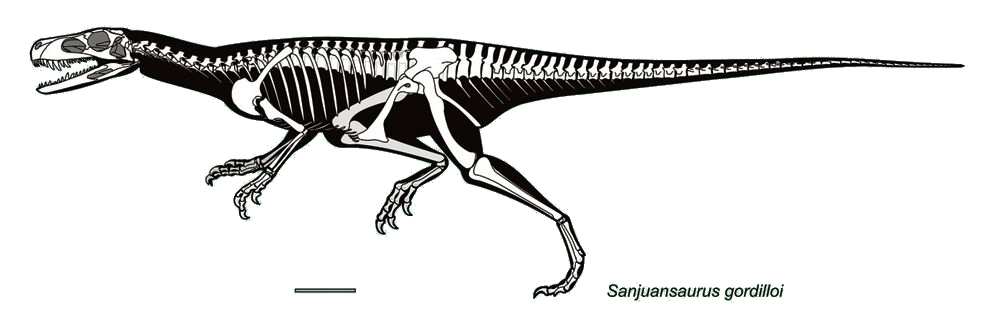
Het gereconstrueerde skelet; de maatstaf is twintig centimeter

Sanjuansaurus is een kleine roofsauriër met een geschatte lengte van ongeveer drie meter bij een gewicht van vijfendertig kilogram. Het dijbeen is 395 millimeter lang.

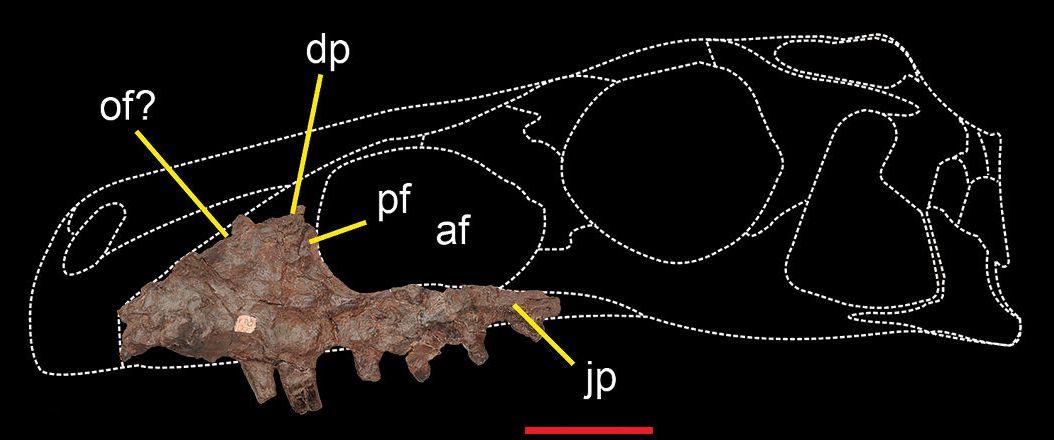
Het linkerbovenkaaksbeen of maxilla

De beschrijvers hebben enkele unieke afgeleide eigenschappen, autapomorfieën, weten vast te stellen: de zijuitsteeksels van de achterste halswervels zijn plat en steken schuin naar achteren; de doornuitsteeksels van in ieder geval de zesde tot en met achtste ruggenwervel hebben bovenaan scherp uitstekende voor- en achterkanten; de zijrand van het schoudergewricht is naar buiten gedraaid; het schaambeen is kort met 63% van de dijbeen; ter hoogte van de vierde trochanter heeft een dijbeen een opvallende verruwing aan de binnenkant.
Doordat er alleen een stuk kaakbeen van bewaard is gebleven kan de vorm van de schedel niet vastgesteld worden. De linkermaxilla bevatte nog zes tanden die vrij lang waren en gekromd als bij een vleeseter. Het bovenuitsteeksel is lang in de richting van de lichaamsas en de groeve onder de fenestra antorbitalis is nauw, beide eigenschappen die ook bij Herrerasaurus voorkomen.

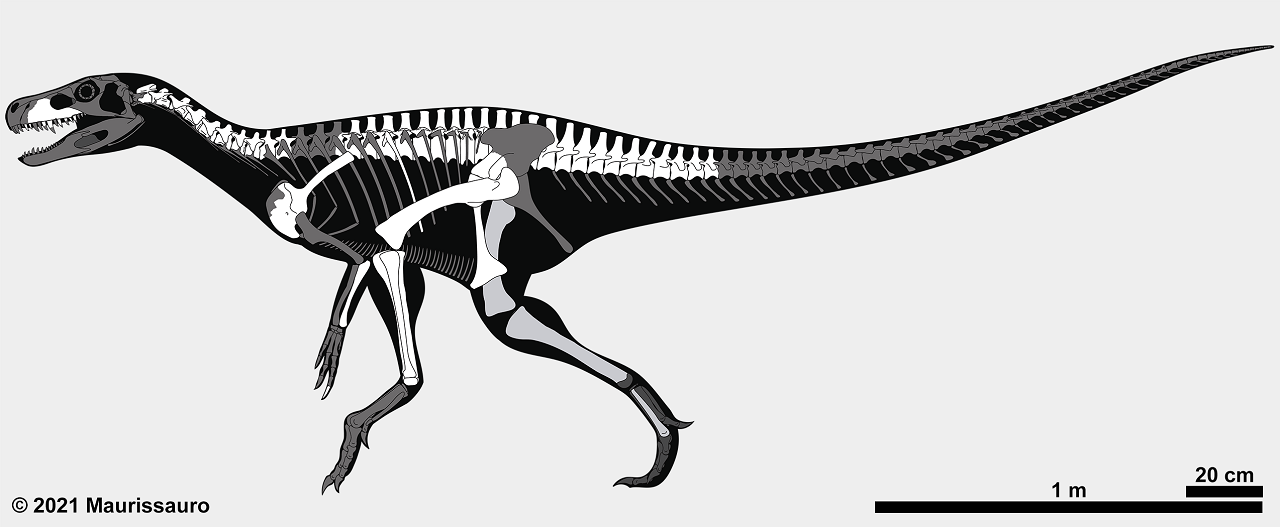
Diagram van de bewaarde elementen

Er zijn negen halswervels, veertien ruggenwervels en drie sacrale wervels. De draaier is relatief groter dan bij Herrerasaurus en rechthoekig in plaats van driehoekig in doorsnede. De halswervels zijn spoelvormig, amficoel — dus hol van voren en achteren — en hebben een duidelijke kiel op de onderzijde. Het zesde wervellichaam is het langste met 47,5 millimeter. Vanaf deze wervel beginnen er richels op het bovenoppervlak te verschijnen die naar achteren toe in hoogte en complexiteit toenemen. De ruggenwervels worden gekenmerkt door korte wervellichamen en hoge wervelbogen. Ze hebben een opvallende uitholling op de onderkant. De achtste ruggenwervel is het langst met een lengte van 38,8 millimeter. De voorste sacrale wervel is een "ingevangen" ruggenwervel. De sacrale wervels zijn niet vergroeid met elkaar. De tweede sacrale wervels is het langst met 4,8 centimeter maar de derde is het meest robuust. De horizontale zijuitsteeksels worden ondersteund door een verticale plaat, zodat een omgekeerde L-vorm ontstaat. De sacrale ribben zijn robuust en doorgebogen.
Het schouderblad is volledig vergroeid met het ravenbeksbeen. Het is relatief smal met een lengte van 18,5 centimeter en een kleinste bladbreedte van 18,5 millimeter en buigt bovenaan licht naar achteren. Het ravenbeksbeen is groot, laag en halfcirkelvormig met een hol buitenoppervlak en een opvallend haakvormig uitsteeksel aan de achterkant. De ellepijp is graciel gebouwd met een lengte van 178,2 millimeter en een kleinste schachtdoorsnede van slechts 10,1 millimeter. Ook de enig bewaarde handklauw is relatief klein.
Van het darmbeen is maar een klein stukje teruggevonden maar het is duidelijk dat het erg kort is, net als bij alle zeer basale dinosauriërs. Het heupgewricht is volledig doorboord. Het schaambeen is relatief kort, 26 centimeter, met een breed uiteinde. Aan de voorkant heeft het een opvallende richel, de aanhechting voor de Musculus ambiens. Bovenin heeft het een relatief groot foramen obturatorium, een ovale opening. Het onderste uiteinde eindigt in een sterke verbreding die 40% van de schachtlengte bedraagt. De kop van het dijbeen is relatief klein en maakt een hoek van 65° met de schacht. Een duidelijke voorste trochanter ontbreekt. De vierde trochanter, het aanhechtingspunt op de achterzijde voor de staartspieren heeft een elliptische vorm en bevindt zich een derde van de schachtlengte onder de dijbeenkop. De basis ervan is erg lang met een kwart van de schachtlengte. De langwerpige verruwing ernaast diende vermoedelijk voor de verankering van de Musculus caudifemoralis longus. De onderbenen tonen op verschillende botten eigenaardige uitgroeisels die de beschrijvers interpreteren als pathologisch, dus het gevolg van een ziekte. Het scheenbeen, 26 centimeter lang, heeft een rechte voorkant en een uiteinde met een cirkelvormige doorsnede, anders dan bij Herrerasaurus waar het hol is en rechthoekig. Het kuitbeen is slank, ongeveer even lang als het scheenbeen en heeft een driehoekige doorsnede. Het sprongbeen is achteraan afgerond en is vergroeid met het calacaneum. Het heeft een laag uitsteeksel voor de verbinding met het scheenbeen; de punt daarvan ligt iets links van het midden. Het als enige voetelement bewaarde tweede middenvoetsbeen lijkt erg op dat van Herrerasaurus en is 147,5 millimeter lang.

## Fylogenie
De beschrijvers voerden een exacte kladistische analyse uit met als uitkomst dat Sanjuansaurus een lid was van de Herrerasauridae welke groep zelf buiten de Theropoda basaal in de Saurischia is geplaatst. Dat laatste is omstreden: andere analyses hebben ze als deel was van de Theropoda. Sanjuansaurus was een zustersoort van Herrerasaurus en Staurikosaurus; het kon niet vastgesteld worden welke twee onder deze drie nauwer verwant zijn. Sanjuansaurus is de derde vleesetende dinosauriër die uit het Carnien bekend is, terwijl het latere Norien tot nu toe maar één zo'n soort heeft opgeleverd. Dit zien de beschrijvers als een aanwijzing dat de dinosauriërs niet simpelweg aan het eind van het Trias alle andere soorten vervingen maar dat er een complex patroon van verandering in de fauna waarneembaar is.